# آجر منیزیتی
آجر منیزیتی یا آجر منیزیایی، یکی از انواع آجر نسوز محسوب می‌شود که دارای خواص قلیایی است. 

## مواد اولیه
مواد اولیه‌ای که عمدتاً برای تولید آجرهای قلیایی مورد استفاده قرار می‌گیرد، منیزیت و کلرید منیزیم است. منیزیت به شکل کریستال در طبیعت یافت می‌شود. فرمول شیمیایی منیزیت MgCO۳ است. کلرید منیزیم نیز با فرمول شیمیایی MgCl۲ از آب دریاها، دریاچه‌های نمک و ذخایر نمکی بدست می‌آید. کلرید منیزیم از فاضلاب‌های صنعتی نیز قابل استحصال است.

## تولید
آجر منیزیتی به دو روش زینتری و ذوبی تولید می‌شود. 
برای تولید آجر منیزیتی به روش زینتری، مواد اولیه می‌بایست ابتدا کلسینه شوند و سپس تحت منحنی پخت ویژه‌ای زینتر شوند. در این فرایند از مواد ویژه‌ای مانند اکسید زیرکونیم (ZrO۲) و اکسید کرم (Cr۲O۳) به‌عنوان کمک‌زینتر استفاده می‌شود. پخت معمولاً در کوره تونلی و در دمای ۱۵۰۰ تا ۱۸۰۰ درجه سانتی‌گراد انجام می‌شود. برای حفظ استحکام بدنه خام در این روش از یک چسب استفاده می‌شود. روش شکل‌دهی نیز عمدتاً پرس هیدرولیک است.
آجر منیزیتی تولید شده به روش ذوبی در دماهای بالاتر از ۲۸۰۰ درجه سانتی‌گراد در کوره قوس الکتریکی تولید می‌شود. در این روش مواد اولیه ابتدا ذوب و سپس سرد می‌شوند. آجر تهیه شده در این روش، دارای بالاترین تراکم و کمترین تخلخل است.

## ویژگی‌ها
آجرهای منیزیتی دارای استحکام گرم بالا و مقاومت شیمیایی بسیار خوب در برابر مواد قلیایی (ازجمله سرباره فولاد) هستند. اما این آجرها دارای ضریب انبساط حرارتی بالا و در نتیجه شوک‌پذیری پایین هستند که باعث محدود شدن استفاده از این آجرها شده‌است. همچنین این آجرها در دمای ۴۰ تا ۱۲۰ درجه سانتی‌گراد تحت تأثیر رطوبت هوا، دچار هیدراتاسیون می‌شوند که منجر به بروز عیب در آجرها می‌شود. این مسئله انبار کردن، حمل و نقل و نصب این دسته از آجرها را دشوار ساخته است.

## کاربرد
آجرهای منیزیتی در صنایع آهن و فولاد، به‌عنوان آستر حفاظتی در کوره‌های زیمنس-مارتین و کوره‌های قوس الکتریکی مورد استفاده قرار می‌گیرد. این آجرها همچنین به‌عنوان پوشش کوره‌های صنایع غیرفلزی مانند کوره‌های تونلی، دوار و قائم مصرف می‌شود. این آجرها همچنین در کوره‌های ذوب شیشه و کوره‌های صنایع فلزی غیرآهنی (مانند مس، سرب، روی، آلومینیم و نیکل) کاربرد دارند.